# Saison 2013 de l'équipe cycliste Orica-GreenEDGE
La saison 2013 de l'équipe cycliste Orica-GreenEDGE est la deuxième de cette équipe.

## Préparation de la saison 2013

### Sponsors et financement de l'équipe
Le sponsor principal et éponyme de l'équipe est l'entreprise Orica, fabricant d'explosifs et de produits chimiques pour l'industrie minière, qui s'est engagé pour trois ans en mai 2012. Les autres sponsors sont Scott, fournisseur de cycles, SMS Santini, Subaru et Jayco. Toutes ces marques apparaissent sur le maillot de l'équipe. Le budget pour  cette saison est d'environ 12,5 millions d'euros.

### Arrivées et départs
L'effectif d'Orica-GreenEDGE ne connait que peu de modifications entre les saisons 2012 et 2013 : un seul recrutement vient compenser trois départs. Cette stabilité est en partie due au fait que la plupart des coureurs engagés à la création de l'équipe en 2012 l'ont été pour deux ans. Le jeune (21 ans) sprinter australien Michael Matthews rejoint Orica-GreenEDGE après deux années chez Rabobank. Son compatriote Jack Bobridge fait le mouvement inverse vers l'équipe Blanco, anciennement appelée Rabobank. Enfin, le Néo-Zélandais Julian Dean arrête sa carrière de coureur pour devenir directeur sportif de l'équipe, ce que Matthew Wilson, autre Australien, a également fait quelques mois plus tôt, au cours de la saison 2012.
| Arrivées         | Équipe 2012 |
| ---------------- | ----------- |
| Michael Matthews | Rabobank    |

| Départs        | Équipe 2013                       |
| -------------- | --------------------------------- |
| Jack Bobridge  | Blanco                            |
| Julian Dean    | Encadrement Orica-GreenEDGE       |
| Matthew Wilson | Directeur sportif Orica-GreenEDGE |

## Coureurs et encadrement technique

### Effectif
| Cycliste             | Date de naissance | Nationalité      | Équipe 2012                  |
| -------------------- | ----------------- | ---------------- | ---------------------------- |
| Michael Albasini     | 20 décembre 1980  | Suisse           | Orica-GreenEDGE              |
| Fumiyuki Beppu       | 10 avril 1983     | Japon            | Orica-GreenEDGE              |
| Sam Bewley           | 22 juillet 1987   | Nouvelle-Zélande | Orica-GreenEDGE              |
| Simon Clarke         | 18 juillet 1986   | Australie        | Orica-GreenEDGE              |
| Baden Cooke          | 12 octobre 1978   | Australie        | Orica-GreenEDGE              |
| Allan Davis          | 27 juillet 1980   | Australie        | Orica-GreenEDGE              |
| Mitchell Docker      | 2 octobre 1986    | Australie        | Orica-GreenEDGE              |
| Luke Durbridge       | 9 avril 1991      | Australie        | Orica-GreenEDGE              |
| Simon Gerrans        | 16 mai 1980       | Australie        | Orica-GreenEDGE              |
| Matthew Goss         | 5 novembre 1986   | Australie        | Orica-GreenEDGE              |
| Michael Hepburn      | 17 août 1991      | Australie        | Orica-GreenEDGE              |
| Leigh Howard         | 18 octobre 1989   | Australie        | Orica-GreenEDGE              |
| Daryl Impey          | 6 décembre 1984   | Afrique du Sud   | Orica-GreenEDGE              |
| Jens Keukeleire      | 23 novembre 1988  | Belgique         | Orica-GreenEDGE              |
| Aidis Kruopis        | 26 octobre 1986   | Lituanie         | Orica-GreenEDGE              |
| Brett Lancaster      | 15 novembre 1979  | Australie        | Orica-GreenEDGE              |
| Sebastian Langeveld  | 17 janvier 1985   | Pays-Bas         | Orica-GreenEDGE              |
| Michael Matthews     | 26 septembre 1990 | Australie        | Rabobank                     |
| Christian Meier      | 21 février 1985   | Canada           | Orica-GreenEDGE              |
| Cameron Meyer        | 11 janvier 1988   | Australie        | Orica-GreenEDGE              |
| Travis Meyer         | 8 juin 1989       | Australie        | Orica-GreenEDGE              |
| Jens Mouris          | 12 mars 1980      | Pays-Bas         | Orica-GreenEDGE              |
| Stuart O'Grady       | 6 août 1973       | Australie        | Orica-GreenEDGE              |
| Wesley Sulzberger    | 20 octobre 1986   | Australie        | Orica-GreenEDGE              |
| Daniel Teklehaimanot | 10 novembre 1988  | Érythrée         | Orica-GreenEDGE              |
| Svein Tuft           | 9 mai 1977        | Canada           | Orica-GreenEDGE              |
| Tomas Vaitkus        | 4 février 1982    | Lituanie         | Orica-GreenEDGE              |
| Pieter Weening       | 5 avril 1981      | Pays-Bas         | Orica-GreenEDGE              |
| Stagiaire            | Date de naissance | Nationalité      | Équipe 2013                  |
| Damien Howson        | 13 août 1992      | Australie        | Jayco-AIS World Tour Academy |
| Ji Yong Kang         | 19 février 1988   | Corée du Sud     | Geumsan Insam Cello          |

### Encadrement
Shayne Bannan est le manager général de GreenEDGE Cycling, qui gère l'équipe masculine Orica-GreenEDGE et l'équipe féminine Orica-AIS. Bannan a auparavant occupé des postes de direction au sein de Cycling Australia (en) et de l'Australian Institute of Sport.
En octobre 2012, Matthew White quitte la direction de l'équipe Orica-GreenEDGE, ainsi que son poste de sélectionneur de l'équipe nationale australienne, après avoir avoué s'être dopé durant sa carrière de coureur. Ces aveux sont intervenus dans le cadre et à la sutie de l'enquête de l'agence antidopage américaine sur Lance Armstrong et l'équipe US Postal, dont White a été membre de 2001 à 2003. Suspendu six mois, il reprend ses fonctions en mai 2013. Suivant les recommandations d'un rapport rédigé par Nicki Vance, expert de la lutte antidopage et mandaté à cette fin par GreenEDGE, White est réintégré avec une période probatoire de douze mois,,.
L'encadrement de l'équipe comprend six directeurs sportifs. Vittorio Algeri, Laurenzo Lapage, Lionel Marie et Neil Stephens le sont depuis le lancement de l'équipe au début de l'année 2012. Matthew Wilson et Julian Dean sont devenus directeurs sportifs après avoir terminé leur carrière de coureur au sein d'Orica-GreenEDGE, le premier en août 2012, le deuxième en janvier 2013.

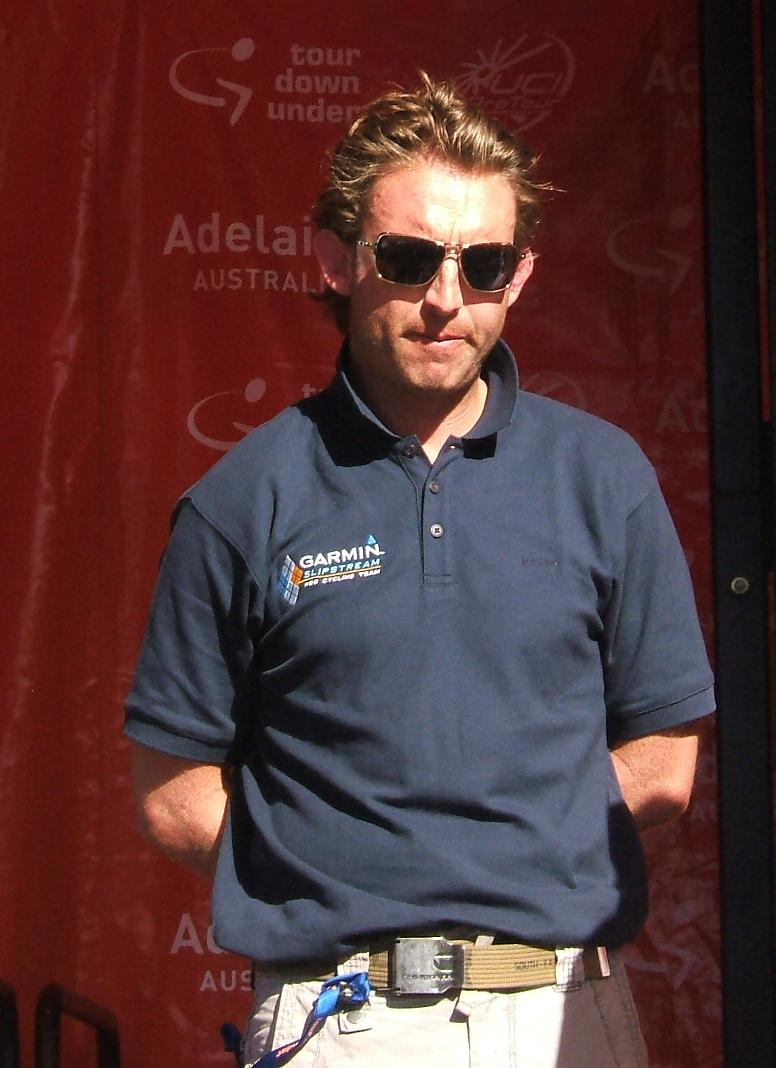
Matthew White en 2009
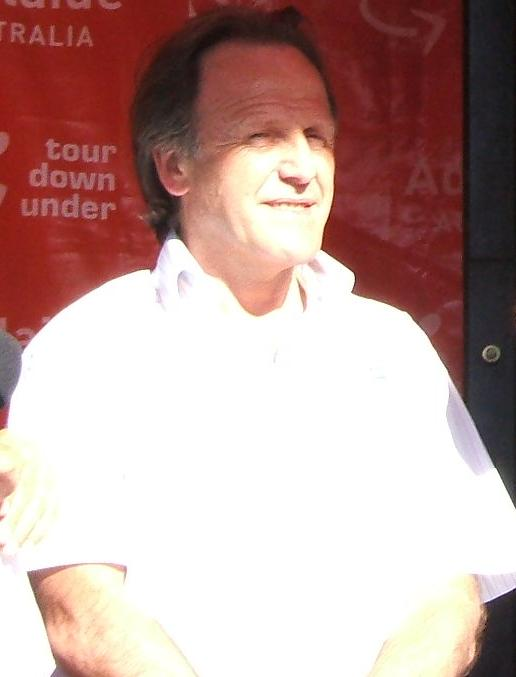
Vittorio Algeri en 2009
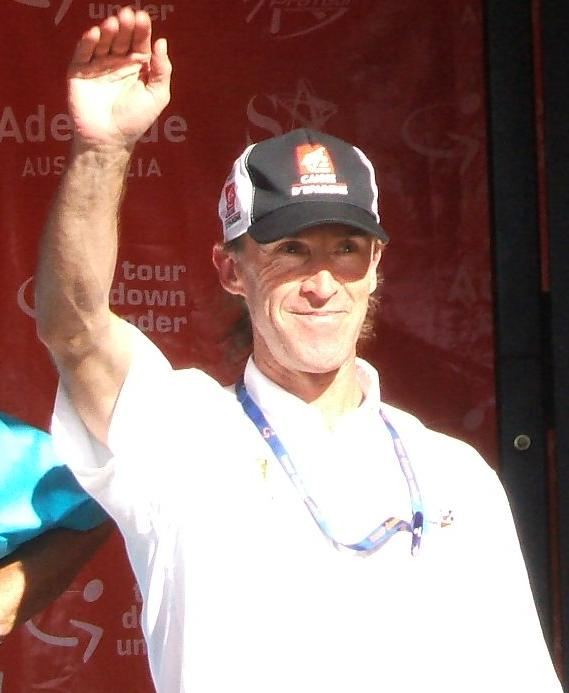
Neil Stephens en 2009
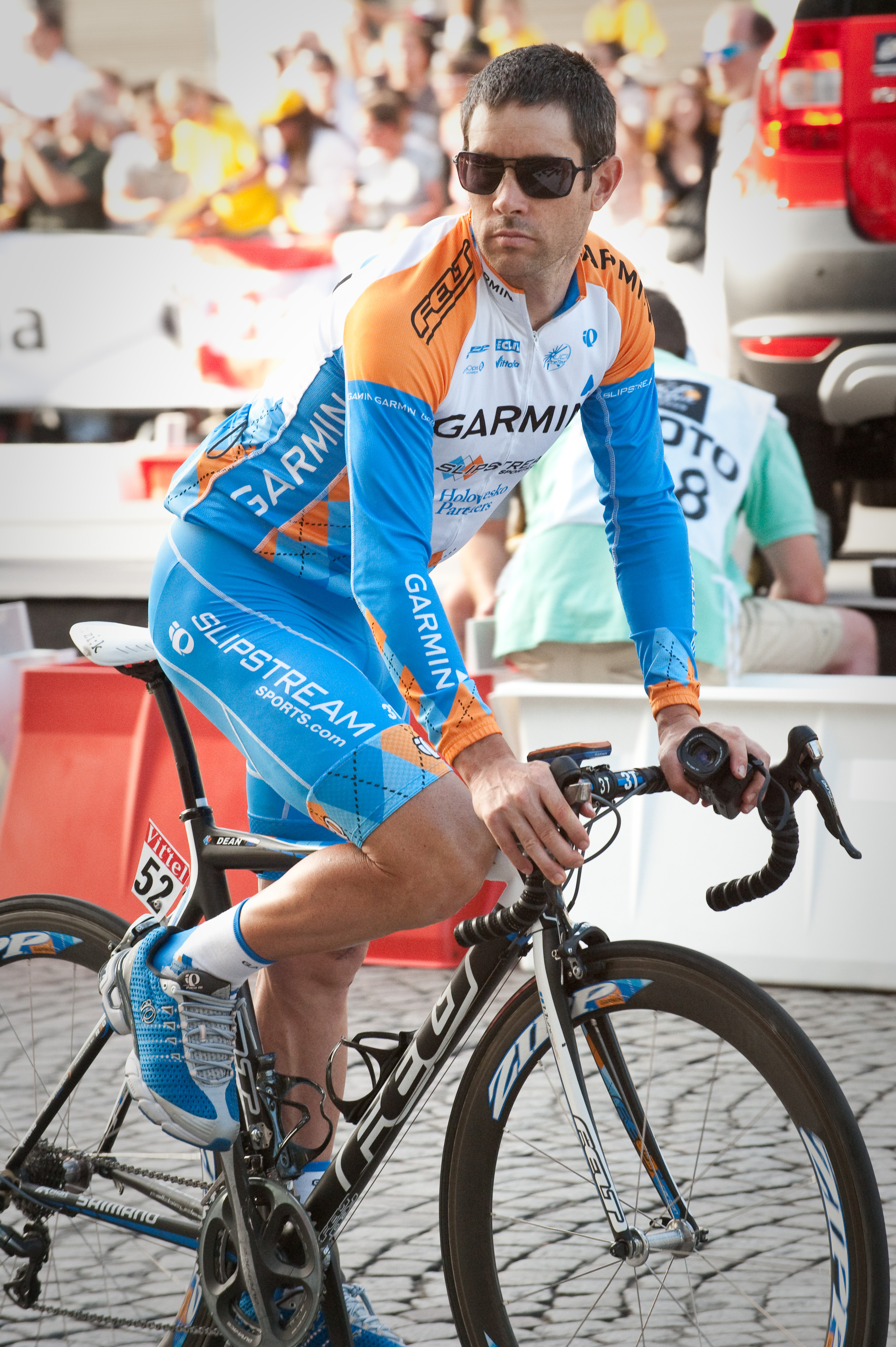
Julian Dean en 2009
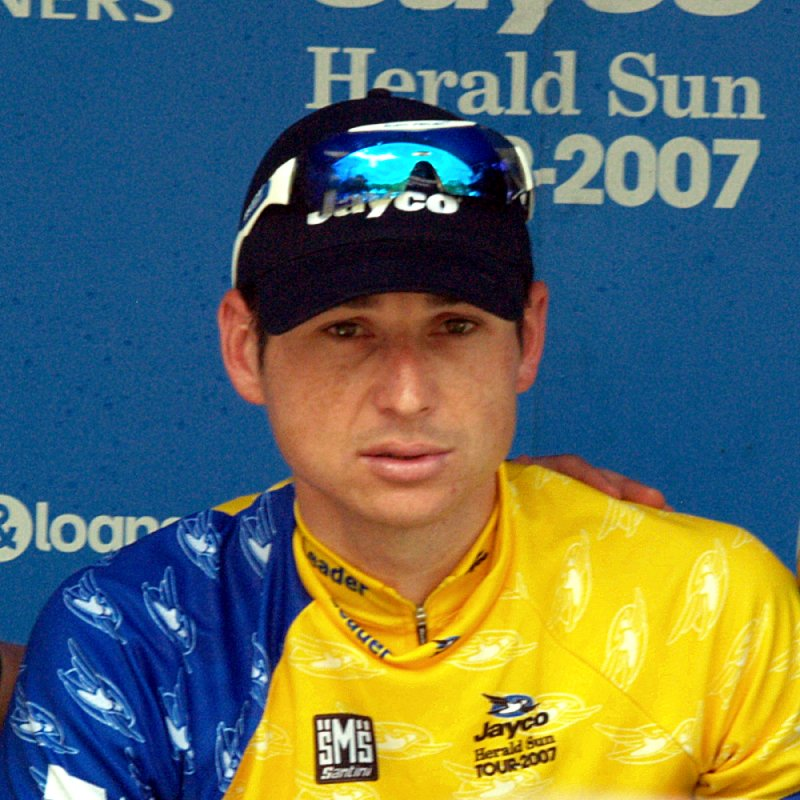
Matthew Wilson en 2007

## Bilan de la saison

### Victoires
| Date       | Course                                           | Pays           | Classe | Vainqueur                   |
| ---------- | ------------------------------------------------ | -------------- | ------ | --------------------------- |
| 09/01/2013 | Championnat d'Australie du contre-la-montre      | Australie      | CN     | Luke Durbridge              |
| 13/01/2013 | Championnat d'Australie sur route                | Australie      | CN     | Luke Durbridge              |
| 24/01/2013 | 4e étape du Tour de San Luis                     | Argentine      | 2.1    | Svein Tuft                  |
| 26/01/2013 | 5e étape du Tour Down Under                      | Australie      | WT     | Simon Gerrans               |
| 04/02/2013 | Trofeo Migjorn                                   | Espagne        | 1.1    | Leigh Howard                |
| 06/02/2013 | Trofeo Platja de Muro                            | Espagne        | 1.1    | Leigh Howard                |
| 28/02/2013 | Championnat d'Afrique du Sud du contre-la-montre | Afrique du Sud | CN     | Daryl Impey                 |
| 07/03/2013 | 4e étape de Paris-Nice                           | France         | WT     | Michael Albasini            |
| 07/03/2013 | 2e étape de Tirreno-Adriatico                    | Italie         | WT     | Matthew Goss                |
| 23/03/2013 | 6e étape du Tour de Catalogne                    | Espagne        | WT     | Simon Gerrans               |
| 01/04/2013 | 1re étape du Tour du Pays basque                 | Espagne        | WT     | Simon Gerrans               |
| 02/04/2013 | 2e étape du Tour du Pays basque                  | Espagne        | WT     | Daryl Impey                 |
| 03/04/2013 | 3e étape du Circuit de la Sarthe                 | France         | 2.1    | Luke Durbridge              |
| 22/04/2013 | 2e étape du Tour de Turquie                      | Turquie        | 2.HC   | Aidis Kruopis               |
| 23/05/2013 | 2e étape du Tour de Bavière                      | Allemagne      | 2.HC   | Daryl Impey                 |
| 06/06/2013 | Grand Prix du canton d'Argovie                   | Suisse         | 1.1    | Michael Albasini            |
| 08/06/2013 | 1re étape du Tour de Suisse                      | Suisse         | WT     | Cameron Meyer               |
| 13/06/2013 | 1re étape du Tour de Slovénie                    | Slovénie       | 2.1    | Svein Tuft                  |
| 16/06/2013 | 4e étape du Tour de Slovénie                     | Slovénie       | 2.1    | Brett Lancaster             |
| 23/06/2013 | Championnat de Lituanie sur route                | Lituanie       | CN     | Tomas Vaitkus               |
| 01/07/2013 | 3e étape du Tour de France                       | France         | WT     | Simon Gerrans               |
| 02/07/2013 | 4e étape du Tour de France                       | France         | WT     | Orica-GreenEDGE             |
| 25/07/2013 | Prueba Villafranca de Ordizia                    | Espagne        | 1.1    | Daniel Teklehaimanot        |
| 03/08/2013 | Classement général du Tour de Pologne            | Pologne        | WT     | Pieter Weening              |
| 07/08/2013 | 2e étape du Tour de l'Utah                       | États-Unis     | 2.1    | Michael Matthews            |
| 08/08/2013 | 2e étape du Tour de Burgos                       | Espagne        | 2.HC   | Jens Keukeleire             |
| 09/08/2013 | 3e étape du Tour de Burgos                       | Espagne        | 2.HC   | Jens Keukeleire             |
| 09/08/2013 | 4e étape du Tour de l'Utah                       | États-Unis     | 2.1    | Michael Matthews            |
| 28/08/2013 | 5e étape du Tour d'Espagne                       | Espagne        | WT     | Michael Matthews            |
| 15/08/2013 | 21e étape du Tour d'Espagne                      | Espagne        | WT     | Michael Matthews            |
| 29/09/2013 | Duo normand                                      | France         | 1.1    | Luke Durbridge - Svein Tuft |

### Résultats sur les courses majeures
Les tableaux suivants représentent les résultats de l'équipe dans les principales courses du calendrier international (les cinq classiques majeures et les trois grands tours). Pour chaque épreuve est indiqué le meilleur coureur de l'équipe, son classement ainsi que les accessits glanés par Orica-GreenEDGE sur les courses de trois semaines.

#### Classiques
| Classique            | Milan-San Remo            | Tour des Flandres         | Paris-Roubaix            | Liège-Bastogne-Liège | Tour de Lombardie    |
| -------------------- | ------------------------- | ------------------------- | ------------------------ | -------------------- | -------------------- |
| Coureur (classement) | Sebastian Langeveld (23e) | Sebastian Langeveld (10e) | Sebastian Langeveld (7e) | Simon Gerrans (10e)  | Aucun coureur classé |

#### Grands tours
| Grand tour           | Tour d'Italie        | Tour de France                                                       | Tour d'Espagne                          |
| -------------------- | -------------------- | -------------------------------------------------------------------- | --------------------------------------- |
| Coureur (classement) | Pieter Weening (38e) | Simon Clarke (68e)                                                   | Simon Clarke (69e)                      |
| Accessits            | -                    | 2 victoires d'étapes (Simon Gerrans et contre-la-montre par équipes) | 2 victoires d'étapes (Michael Matthews) |

### Classement UCI
L'équipe Orica-GreenEDGE termine à la treizième place du World Tour avec 600 points. Ce total est obtenu par l'addition des 170 points amenés par la 2e place du championnat du monde du contre-la-montre par équipes et des points des cinq meilleurs coureurs de l'équipe au classement individuel que sont Pieter Weening, 25e avec 172 points, Simon Gerrans, 55e avec 92 points, Sebastian Langeveld, 73e avec 65 points, Daryl Impey, 79e avec 56 points, et Michael Matthews, 89e avec 45 points,.
| Rang | Coureur             | Points |
| ---- | ------------------- | ------ |
| 25   | Pieter Weening      | 172    |
| 55   | Simon Gerrans       | 92     |
| 73   | Sebastian Langeveld | 65     |
| 79   | Daryl Impey         | 56     |
| 89   | Michael Matthews    | 45     |
| 119  | Matthew Goss        | 21     |
| 126  | Michael Albasini    | 19     |
| 147  | Cameron Meyer       | 11     |
| 169  | Brett Lancaster     | 5      |
| 191  | Leigh Howard        | 2      |
| 203  | Mitchell Docker     | 1      |
| 228  | Aidis Kruopis       | 1      |